# 我和尋回犬的十個約定
《我和尋回犬的十個約定》（日语：犬と私の10の約束），是導演本木克英根據《愛犬十戒》改編的日本電影。日本上映日期為2008年3月15日，票房達14.8億日圓。

## 故事簡介
在明莉12歲的時候，最疼愛她的媽媽因病入院。年紀輕輕的明莉努力的想要振作精神。這時，一隻可愛的小狗來到了明莉的家，貼心的狗狗很快的得到了明莉的喜愛，也和她成為最好的朋友，因為小狗狗的腳掌看起來就像是有穿襪子一樣，所以明莉幫牠起了個有趣的名字—「襪子」；每一天都是「襪子」陪伴著明莉度過失去媽媽的日子，而明莉也是對襪子呵護倍至。然而，當明莉開始長大後，她開始認識新的朋友和有了新的興趣，也因為求學的關係而搬離了家裡，於是她和襪子之間的距離越來越遠……不過有一天，她突然想起了她和「襪子」之間的10個承諾……
故事中的十個約定為：
1. 請給我一點時間，讓我瞭解你對我的要求
2. 請信任我，這是我幸福的泉源
3. 請不要忘記，我也是有血有肉的
4. 在責罵前，請先試著瞭解我
5. 請偶爾對我說說話，雖然我聽不懂，但我懂你的心
6. 請不要打我，別忘了，我認真起來是比你還強壯的
7. 請好好照顧我，當我逐漸變老時
8. 請記住，你有你的工作、娛樂和朋友，但我就只有你
9. 請想想，我的生命有10~15年，遺棄我會是對我最大的傷害
10. 請在我最終離去前陪著我，這是我最後的心願。最後，請記得，我愛你。

## 演員
| 演員                      | 角色       | 粵語配音            |
| 田中麗奈 童年：福田麻由子 | 齊藤あかり | 王菀之 童年：文詠珊 |
| 加瀨亮 童年：佐藤祥太     | 星進       | 周柏豪 童年：張裕東 |
| 豐川悅司                  | 齊藤祐市   | 高翰文              |
| 高島禮子                  | 齊藤芙美子 | 曾慶珏              |
| 池脇千鶴                  | 井上優子   | 何璐怡              |

## 製作人員
- 導演：本木克英
- 編劇：澤本嘉光、川口晴
- 音樂：赵成禹（日语：趙成禹）
- 主題歌：BoA《be with you.》

## 香港上映
香港於2008年9月11日上映此電影，女主角的名字譯為亞嘉莉，由歌手王菀之配音。男主角由香港歌手周柏豪配音。

## 外部連結
- 日本官方網站 （页面存档备份，存于）
- 互联网电影数据库（IMDb）上《我和尋回犬的10個約定》的资料（英文）